# Domnall mac Cellaig
Domnall mac Cellaig (mort en 728)
est un roi de Connacht issu des Uí Briúin Aí une branche des Connachta.Il est le fils de Cellach mac Rogallaig (mort en 705), un précédent souverain.Il appartient au sept du Síl Cellaig de Loch Cime et règne de 723 à 728.

## Contexte
Domnall est omis dans les « Listes de Rois » mais son règne est attesté par les Annales d'Ulster. Il succède à Indrechtach mac Muiredaig Muillethan (mort en 723) et meurt en 728. Son successeur est Cathal mac Muiredaig ancêtre éponyme du Síl Cathail et frère de son prédécesseur. Son fils Flaithrí mac Domnaill (mort en 779) sera ultérieurement roi de Connacht

## Sources
- (en) Francis John Byrne, Irish Kings and High-Kings, Londres, Batsford, 1973 (ISBN 0-7134-5882-8)
- (en) T.W Moody, F.X. Martin, F.J. Byrne A New History of Ireland IX Maps, Genealogies, Lists. A companion to Irish History part II . Oxford University Press réédition 2011  (ISBN 9780199593064) Kings of Connacht to 1224 p. 138.